# Shura (islam)
Shura (árabe: شورى shūrā) es una palabra árabe que significa  "consultar". El Corán y Mahoma alientan a los musulmanes a decidir sobre los problemas consultando con aquellos que serán afectados por la decisión a tomar.
En el Corán en tres sitios se menciona a la shura como una práctica encomiable, y es una palabra a menudo utilizada al organizar los asuntos de un masjid,  una organización islámica, y en los parlamentos con sistema de voto.

## La shura en el  Islam
Algunos musulmanes sunitas modernos consideran que el Islam requiere que todas las decisiones realizadas por y para las sociedades musulmanas  deben ser tomadas por una shura de la comunidad musulmana y consideran que ello es la base para implementar una democracia representativa. Sin embargo, tradicionalmente, el Emir/Sultan/Califa consultaba a sus Visires (Asesores) y tomaba una decisión tomando en cuenta la opinión de ellos.
Los musulmanes chiitas por su parte consideran que el islam requiere sumisión a los gobernantes, los cuales sin embargo son elegidos, siempre y cuando gobiernen de acuerdo con la sharia o ley islámica. Este es un enfoque más tradicional, característico de las prácticas implementadas durante muchos siglos de historia islámica.
La diferencia entre estos dos enfoques parece ser más de naturaleza semántica que sustantiva; el enfoque chiita acepta que los gobernantes deben ser auditados en todos los aspectos del gobierno, para asegurar que los asuntos son gestionados de la mejor manera posible sea que las decisiones se tomen o no mediante consulta. 

### La shura en el Corán
- La primera mención a la shura en el Corán es en la 2.ª Sura del Corán 2:233, en relación con un asunto de una decisión familiar colectiva relacionada con destetar a un niño de la leche de su madre. Este verso alienta a que ambos padres decidan mediante consulta mutua sobre  cuando destetar al niño.

- La Sura No 42 del Corán es denominada Shura. (Consulta)[2] El verso No 38 de dicha Sura sugiere que la  shura es una práctica digna de elogio de un buen creyente. También sugiere que se debe consultar a aquellas personas sobre cuyos asuntos se decidirá. El verso dice:

"Ellos responden a su Señor observando las Oraciones de Contacto (Salat). Sus asuntos son decididos después de consulta entre sí, y de nuestras provisiones a ellos, ellos dan (a la caridad).
- El verso No 159 de la 3er Sura le ordena a Mahoma consultar a los creyentes. El verso realiza una referencia directa a aquellos (musulmanes) que desobedecen a Mahoma, indicando que se debe consultar a los musulmanes ordinarios falibles. El mismo dice:  Es por la misericordia de Dios que usted fue compasivo con ellos. Si usted hubiera sido duro y malo de corazón, ellos le habrían abandonado. Por lo tanto, usted los perdonará y pedirá el perdón para ellos, y los consultará al tomar una decisión. Y una vez que usted toma una decisión, entonces deposite su confianza en Dios. Dios adora los que confían en él.[4]

El primer verso trata sobre temas familiares. El segundo propone un estilo de vida de las personas que ingresarán al cielo y es considerado el verso más preciso sobre la shura. El tercer verso aconseja como la misericordia, el perdón y la consulta mutua pueden hacer que las personas fraternicen.
Mahoma tomaba todas sus decisiones consultando a sus seguidores a menos que se tratara de un tema en el que Dios había ordenado algo. Era común entre los seguidores de Mahoma preguntarle si un determinado consejo era suyo o de Dios. Si la fuente del consejo era Mahoma entonces, se sentían libres de dar su opinión. A veces Mahoma cambiaba de opinión a causa de consejos recibidos de sus seguidores, como por ejemplo su decisión de defender la ciudad de Medina saliendo de la ciudad en  Uhad en vez de permanecer en la ciudad.
Las discusiones sobre la shura comenzaron con el debate sobre el gobernante del mundo islámico. Cuando Mahoma murió en el año 632, en una reunión tumultuosa en  Saqifah se eligió a  Abu Bakr como su sucesor. En dicha reunión no estuvieron presentes algunos de los que estaban especialmente involucrados en el tema, especialmente Ali ibn Abi Talib,  sobrino y yerno de Mahoma; las personas que deseaban que Ali fuera el califa (gobernante) (posteriormente denominados Shia ) consideraron que Abu Bakr fue un líder ilegítimo del califato.
Con el trascurrir de los años, los seguidores de Ali (Shi'a Ali) como gobernador de los musulmanes conformaron la escuela de pensamiento chiita, mientras que los seguidores de Abu Bakr conformaron la escuela de pensamiento sunita.
La escuela de pensamiento sunita sostiene que el Corán recomienda la shura (aunque algunos juristas clásicos sostienen que es obligatoria), el Corán y numerosas  hadith, o tradiciones orales sobre los dichos y obras de Mahoma y sus  seguidores. Ellos indican que los primeros cuatro califas, o gobernantes del Islam, a los que denominan los Cuatro Califas Justos, fueron elegidos mediante shura. (Véase Sucesión de Mahoma, Umar ibn al-Khattab, La elección de Uthman, y Ali Ibn Abi Talib.)
La escuela de pensamiento chiita sostiene que Mahoma había indicado claramente que Ali era el gobernante infalible designado para la nación musulmana, sin importar la shura, una decisión ignorada por los tres primeros califas. Los chiitas no enfatizan el rol de la shura para elegir líderes, pero creen que el vice regente divino es elegido por Dios, o Alá, del linaje de Mahoma (Ahl al-Bayt). La secta chiita más grande cree que el imán actual permanece "oculto", hasta los últimos días, pero existe una minoría entre los chiitas que siguen a líderes a quienes consideran imanes infalibles.

### La shura y el califato
Durante y luego del gobierno de Imam Ali como califa, la comunidad musulmana se embarcó en una guerra civil. Eventualmente los califas Omeyas se hicieron con el poder que tenían los califas ortodoxos, y posteriormente los Abásidas se harían con él. También había califatos rivales en Egipto y al-Ándalus, en lo que hoy es territorio de España. Posteriormente los gobernantes del Imperio Otomano heredaron el califato. El califato Otomano  fue disuelto oficialmente en 1924 por la recién formada Gran Asamblea Nacional de Turquía.
Muy pocos de los califas posteriores tuvieron algo más que un control nominal sobre muchos de los estados islámicos, y ninguno de ellos fue elegido mediante shura; todos ellos heredaron el poder. Aunque la clerecía musulmana abogaba por la sumisión a los gobernantes, también enfatizaba la obligación de los gobernantes de gobernar mediante shura. Sus recomendaciones estaban basadas  en los pasajes del Corán indicados anteriormente. Los versos establecen que la shura es deseable pero no indican quien debe ser consultado, sobre que tema debe ser consultado, o quien tiene la última palabra en caso de que la shura y el  gobernante tengan distintos puntos de vista.

## La shura y los estados contemporáneos con mayoría musulmana
En algunas naciones musulmanas, las shuras desempeñan un rol en la constitución o sistema de gobierno. Algunas naciones musulmanas, tales como Turquía, son democracias  seculares, mientras que otras como por ejemplo Marruecos son monarquías constitucionales. Por lo tanto es posible afirmar que son regidas mediante un tipo de shura. Por ejemplo, el parlamento bicameral de Pakistán es oficialmente denominado el Majlis-i-Shura. En Egipto, la Cámara Alta del Parlamento es denominada el Consejo Shura. La Asamblea Consultiva del Pueblo en Indonesia es denominada Majlis Permusyawaratan Rakyat en indonesio. La palabra musyawarat deriva de shura/syawara.
En algunas monarquías y regímenes clericales, existen shuras con un rol consultivo o que ofrecen consejos. En Arabia Saudita, una monarquía, se estableció en 1993 un consejo  shura, la Asamblea Consultiva de Arabia Saudita; la cual cuenta en la actualidad con 150 miembros. Todo el poder real se encuentra en manos del Rey, quien es elegido por los miembros de la familia. Omán, que también es una monarquía tiene un consejo shura; donde todos los miembros excepto el presidente son elegidos, el presidente es designado por el  Sultán. El consejo solo puede brindar consejos, el cual puede ser rechazado o vetado por el Sultán.
En Irán, un consejo denominado la Asamblea de Expertos tiene la potestad de investigar al líder supremo. Además una shura general posee poderes legislativos, equivalentes a los de un parlamento occidental.
Las shuras también han sido parte de las revoluciones ocurridas en sociedades islámicas, como por ejemplo en la revolución iraní de 1979, donde las shuras fueron constituidas por trabajadores y tuvieron un poder considerable sobre porciones de la economía durante un año antes de ser desmanteladas. De forma similar las shuras fueron un elemento de los levantamientos en  Irak en 1991, donde funcionaron como una forma de democracia participativa.

### Similitudes entre majlis al-shura y un parlamento
Numerosos legistas islámicos sunitas tradicionales coinciden que para ser consistente con el islam, un gobierno debe tener algún tipo de consejo consultivo o  majlis al-shura, aunque debe reconocer que la soberanía reside en Dios y no en el pueblo. Al-Mawardi ha escrito que los miembros de los majlis deben cumplir con tres condiciones: deben ser justos, tener un conocimiento suficiente como para poder distinguir entre un califa bueno y uno malo, y tener sabiduría y juicio suficiente como para seleccionar al mejor califa. Al-Mawardi también expresó que en emergencias en situaciones en que no hay califa ni majlis, el propio pueblo debe establecer un majlis, elegir una lista de candidatos a califa, y luego el majlis debe elegir un califa de entre la lista de candidatos.
Numerosos musulmanes contemporáneos han comparado el concepto de shura con los principios de una democracia parlamentaria occidental. Por ejemplo: 
Que es el principio de shura en el Islam? ... El mismo se asienta sobre tres preceptos básicos. Primero, todas las personas en una sociedad tienen iguales derechos humanos y civiles. Segundo, es mejor que los asuntos públicos sean decididos de acuerdo a los puntos de vista de la mayoría. Y tercero, los otros tres principios de justicia, igualdad y dignidad humana, que constituyen el núcleo moral del Islam, ... son observados de mejor manera tanto en la vida pública como privada, bajo un sistema de gobierno con shura.
Otros pensadores musulmanes modernos se distancian de la democracia. Taqiuddin al-Nabhani, el fundador de Hizb ut-Tahrir, el partido islámico transnacional moderno, expresa que la shura es importante y parte de "la estructura de gobierno" del califato islámico, "pero no es uno de sus pilares." Si al califa "le es indiferente," al no prestarle demasiada o ninguna atención, tal como sucedió con los cuatro primeros califas, "él será negligente, pero aun así el sistema de gobierno será islámico."
Ello se debe a que en el Islam la shura (consulta) es para recabar opiniones pero no para gobernar. Ello es contrario a lo que sucede en el sistema parlamentario en una democracia.
Según Taqiuddin an-Nabhani el sistema democrático parlamentario es distinto e inferior al verdadero sistema islámico de califato.
De acuerdo con la constitución Hizb ut-Tahrir, los no-musulmanes puede no estén al servicio de un califa u otro oficial del gobierno, ni votar a dichos oficiales, pero aun así pueden formar parte de los  majlis y pueden "reclamar con respecto a actos injustos de los gobernantes o la incorrecta aplicación del Islam sobre ellos."
Otros pensadores tales como el autor musulmán Sayyid Qutb, poseen una postura más extrema sosteniendo que una shura islámica debe asesorar al califa pero no lo debe elegir ni supervisar. En un análisis riguroso del capítulo shura del Corán, Qutb destaca que el islam solo requiere que el gobernante consulte por lo menos con algunos de sus sujetos (por lo general la élite), dentro del contexto general de las leyes promulgadas por Dios que el gobernante debe hacer cumplir. En 1950 Qutb denunció a la democracia inclinándose en cambio a favor de la dictadura, expresando que dado que la democracia había fracasado en el Occidente que necesidad había de importarla en Medio Oriente.
La práctica de una shura consultativa, pero que no aprueba leyes, ni elige al califa ni es elegida mediante voto popular, fue adoptada por el autodenominado Emirato de Afganistán. Aunque la shura de Kandahar de los  Talibán debatía asuntos, al concluir las deliberaciones el vocero declaraba, "nosotros nos alineamos con la posición del Emir aun cuando no compartamos su posición." 